# Synthymia solituda
Synthymia solituda là một loài bướm đêm trong họ Noctuidae.